# Dollhouse (EP)
《Dollhouse》는 미국의 싱어송라이터 멜라니 마르티네즈의 데뷔 EP로, 2014년 5월 19일 애틀랜틱 레코드와 워너/채펠을 통해 발매되었다. 이 EP는 힙합 듀오 키네틱스 & 원 러브가 주로 프로듀싱하고 공동 작곡을 맡았다. 《Dollhouse》는 빌보드 히트시커스 앨범 차트에서 최고 4위를 기록했다.

## 배경
2014년 4월 7일, 마켓와이어드(Marketwired)는 멜라니 마르티네즈가 애틀랜틱 레코드와 계약을 체결했다고 보도했다. 또한, 그녀의 데뷔 EP가 2014년 5월 19일에 발매되며, 이를 홍보하는 투어가 같은 해 6월 4일부터 시작될 것이라고 발표되었다.

## 차트 성과
《Dollhouse》는 빌보드 히트시커스 앨범 차트에서 총 13주 동안 머물렀으며, 2014년 6월 7일에 최고 4위를 기록했다.
| 차트 (2014)                      | 최고 순위 |
| -------------------------------- | --------- |
| 미국 탑 히트시커스 앨범 (빌보드) | 4         |

## 곡 목록
전체 작사·작곡: Melanie Martinez, Tim Sommers, and Jeremy Dussolliet, except where noted. All tracks are produced by Kinetics & One Love, except where noted
| #             | 제목                    | 작사·작곡              | 프로듀서      | 재생 시간 |
| ------------- | ----------------------- | ---------------------- | ------------- | --------- |
| 1.            | 〈Dollhouse〉           |                        |               | 3:52      |
| 2.            | 〈Carousel〉            |                        |               | 3:50      |
| 3.            | 〈Dead to Me〉          |                        |               | 3:30      |
| 4.            | 〈Bittersweet Tragedy〉 | Martinez Daniel Omelio | Robopop       | 4:49      |
| 총 재생 시간: | 총 재생 시간:           | 총 재생 시간:          | 총 재생 시간: | 16:07     |

## 노트
1. ↑  마르티네즈는 she/her 및 they/them 대명사를 사용한다. 이 글에서는 일관성을 위해 she/her 대명사를 사용한다.